# Oceanonauta

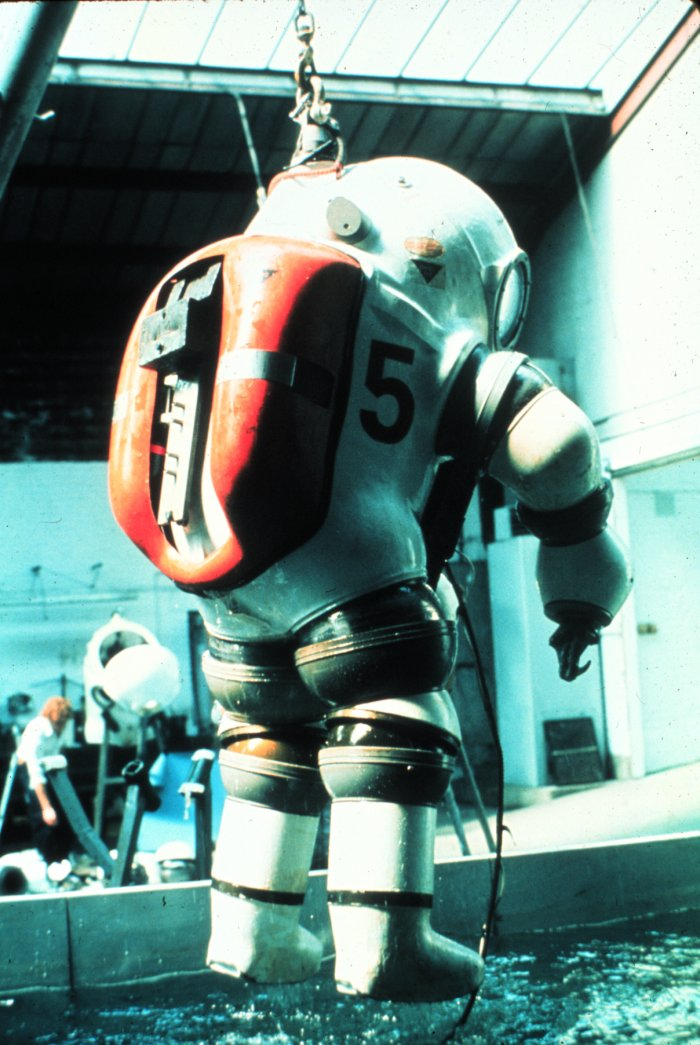
Skafander głębinowy Jim

Oceanonauta, akwanauta – osoba uczestnicząca w eksploracji głębin mórz i oceanów. Do oceanonautów zaliczyć można oprócz nurków, również osoby uczestniczące w podwodnych eksperymentach i projektach badawczych.

## Podwodne programy badawcze
- Pré Continent I
- Pré Continent II
- Pré Continent III
- Sealab I
- Sealab II
- Man in Sea 1
- Man in Sea 2